# Wil Myers
William Bradford Myers (nacido el 10 de diciembre de 1990) es un jardinero y primera base estadounidense de béisbol profesional que juega para los Cincinnati Reds de las Grandes Ligas (MLB). 
Anteriormente jugó con los Tampa Bay Rays, con quienes ganó el premio de Novato del Año de la Liga Americana en 2013, también jugó para los San Diego Padres.

## Carrera profesional

### Kansas City Royals
Myers fue seleccionado por los Reales de Kansas City en la tercera ronda (selección número 91) del draft de 2009. Firmó un contrato con los Reales en agosto de 2009, que incluía un bono por firmar de $2 millones.
Myers debutó en el béisbol profesional en 2009, cuando registró promedio de bateo de .369 con cinco jonrones en 84 turnos al bate con los Idaho Falls Chukars y los Burlington Royals, filiales de la liga de novatos. inició la temporada 2010 como receptor de los Burlington Bees de la Midwest League, y fue nombrado al Juego de Estrellas de dicha liga. El 1 de julio de 2010, los Reales promovieron a Myers a los Wilmington Blue Rocks de la Carolina League, una liga generalmente considerada más avanzada que aquellas en las que había jugado anteriormente. En su debut registró tres hits, incluido un sencillo productor de dos carreras que le dio a su nuevo equipo una ventaja de tres anotaciones. Terminó la temporada 2010 bateando para promedio de .315 con un porcentaje de embasarse de .429, y sumó 14 jonrones, 83 carreras impulsadas y 85 bases por bolas. En 2012, fue nombrado al Juego de Futuras Estrellas.

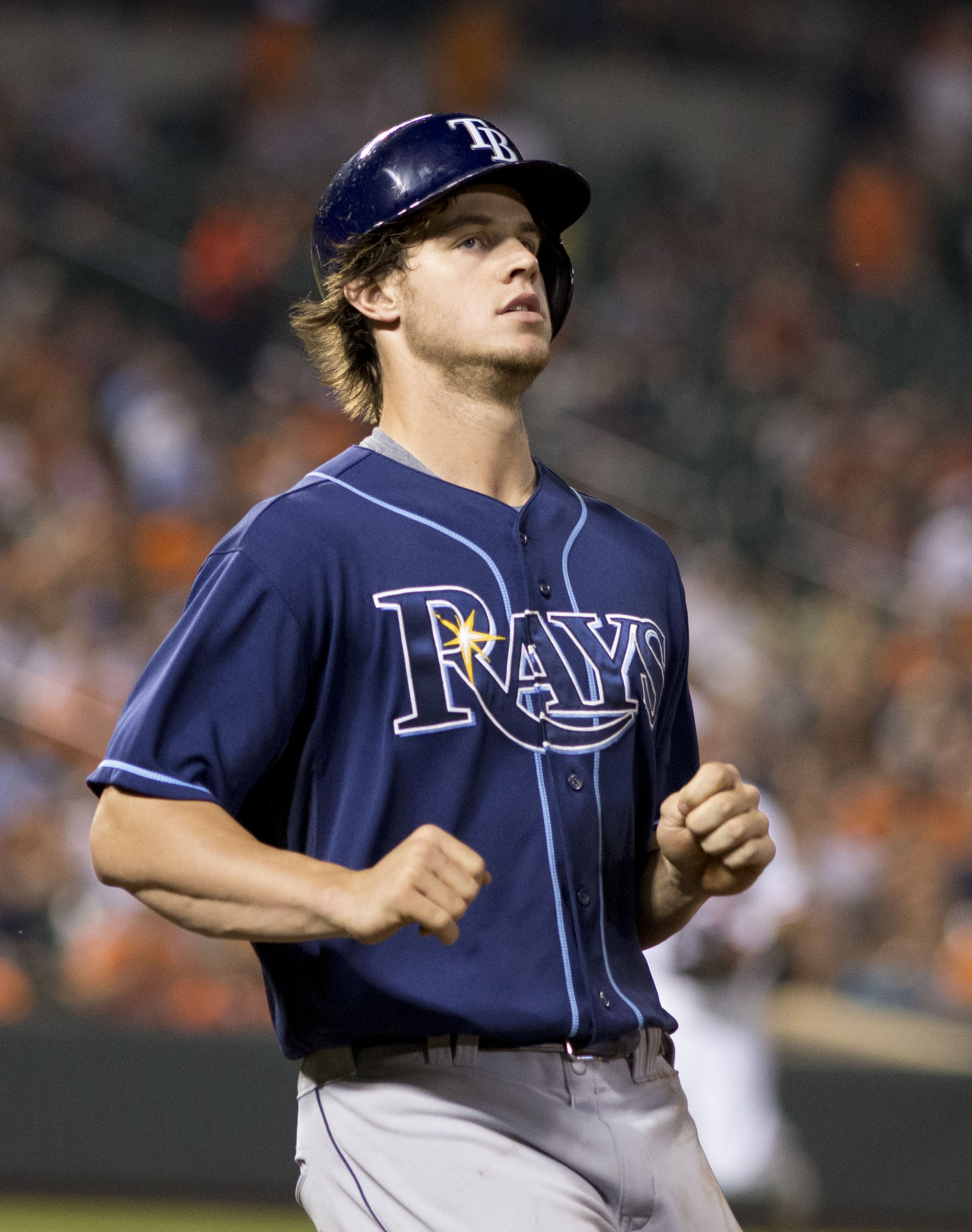
Myers con los Rays de Tampa Bay en 2013.

### Tampa Bay Rays
El 9 de diciembre de 2012, Myers fue transferido a los Rays de Tampa Bay (junto con Jake Odorizzi, Patrick Leonard y Mike Montgomery) a cambio de James Shields, Wade Davis y un jugador a nombrarse más tarde (Elliot Johnson). inició la temporada 2013 con los Durham Bulls de Clase AAA en la Liga Internacional. El 17 de junio, fue convocado a los Rays, y debutó al día siguiente como jardinero derecho ante los Medias Rojas de Boston. Sin embargo, registró su primer hit de Grandes Ligas, un sencillo, en el segundo juego de la doble cartelera de ese mismo día.
Myers conectó su primer jonrón, un grand slam, el 22 de junio de 2013, frente al lanzador de los Yanquis de Nueva York CC Sabathia en el Yankee Stadium. Su primer hit en el Tropicana Field fue un jonrón ante el abridor de los Azulejos de Toronto, Esmil Rogers, el 24 de junio de 2013, como parte de una serie de jonrones consecutivos conectados por James Loney, Myers y Sam Fuld. El 28 de julio de 2013, Myers conectó dos jonrones contra Phil Hughes para disfrutar del primer juego multi-jonrón en su carrera.
Al finalizar la temporada 2013, Myers ganó el premio de Novato del Año de la Liga Americana, superando a su compañero de equipo y lanzador Chris Archer y al campocorto de José Iglesias de los Tigres de Detroit. A pesar de que no se unió a los Rays hasta el partido número 70 del equipo, lideró a los novatos de la Liga Americana con un total de 53 impulsadas en los 88 juegos que jugó. El último jugador en liderar a los novatos de la Liga Americana en carreras impulsadas en menos de 90 partidos fue Hoot Evers jugando para los Tigres de Detroit en 1946, cuando tuvo 33 en 81 juegos. Myers también se convirtió en el primer bateador en ganar el premio en menos de 100 juegos.
Myers inició el 2014 como el jardinero derecho titular de los Rays. El 4 de mayo, bateó su primer jonrón dentro del parque. Durante un juego contra los Medias Rojas de Boston el 30 de mayo, Myers colisionó con Desmond Jennings mientras intentaba atrapar una pelota, resultando en una fractura en su muñeca derecha que requirió un yeso y un tiempo de rehabilitación considerable. Regresó al club el 20 de agosto, en un principio como bateador designado antes de regresar a los jardines. Terminó el año con un promedio de .222 y seis jonrones en 87 juegos.

### San Diego Padres
El 19 de diciembre de 2014, los Rays canjearon a Myers, Ryan Hanigan y José Castillo a los Padres de San Diego como parte de una transacción de tres equipos, en la que los Padres cambiaron a Jake Bauers, Burch Smith y René Rivera a los Rays, los Padres cambiaron a Joe Ross y Trea Turner a los Nacionales de Washington, y Washington envió a Steven Souza Jr. y Travis Ott a Tampa Bay.
Myers fue el jardinero central de los Padres el Día Inaugural de la temporada 2015, y ocupó el puesto hasta mayo debido a que fue incluido en la lista de lesionados a principios del mes por tendinitis en la muñeca izquierda. Después de regresar al equipo en junio, solo participó en tres juegos porque la muñeca continuó molestándolo, por lo que volvió a la lista de lesionados. Myers regresó de la lista de lesionados el 4 de septiembre después de un procedimiento quirúrgico para reparar un espolón óseo que irritaba el tendón. Tras su regreso, Myers comenzó a jugar como primera base además de los jardines, con Melvin Upton Jr. y Travis Jankowski jugando en el jardín central luego del canje de Will Venable. Myers terminó 2015 con un promedio de bateo de .253 y ocho jonrones en 60 partidos jugados.
Después de ganar el premio de Jugador del Mes en junio de 2016, Myers fue seleccionado a su primer Juego de Estrellas y nombrado participante del Derby de Jonrones de esa temporada, la cual representó el auge de Myers después de dos temporadas consecutivas con lesiones. Lideró al equipo en varias categorías ofensivas y al mismo tiempo estableció marcas personales en su carrera. Terminó con 28 jonrones, 28 bases robadas y 94 impulsadas en 157 juegos.
Myers bateó para el ciclo el 10 de abril de 2017, el segundo ciclo en la historia de los Padres. El 2 de septiembre de 2017, se entregó a los fanáticos de Petco Park una cabeza de bobble que celebraba su logro. A pesar de batear solo .243 en 155 juegos, Myers conectó 30 jonrones y también robó 20 bases.
A principios de abril, Myers sufrió irritación de los nervios en su brazo derecho y fue incluido en la lista de discapacitados, y el 28 de abril sufrió una distensión oblicua izquierda y fue nuevamente incluido en dicha lista. El 7 de julio, conectó tres jonrones en la derrota por 20-5 ante los Diamondbacks de Arizona. La derrota de 15 carreras fue la primera vez en la historia de las Grandes Ligas que un equipo hizo que un jugador conectara tres jonrones y perdiera por dos dígitos. El 4 de agosto fue incluido en la lista de lesionados con un golpe en el pie izquierdo. Terminó la temporada con promedio de .253, 11 jonrones y 39 carreras impulsadas en 83 juegos. Jugó 41 juegos en los jardines, 36 en tercera base y dos en primera base. En su carrera en las Grandes Ligas hasta 2018, Myers jugó 329 juegos en la primera base, 248 juegos en los jardines y 37 juegos en la tercera base.
Durante la temporada baja antes de la temporada 2019, los Padres firmaron al tercera base superestrella Manny Machado, lo que llevó a Wil Myers a los jardines. Debido a la aparticipación de los jardineros Franmil Reyes y Hunter Renfroe en 2018 mientras Myers estaba lesionado, también estuvo involucrado en rumores de intercambio, pero nada se materializó. El día inaugural, Myers conectó el primer jonrón de la temporada de los Padres. El 15 de abril, conectó el jonrón número 100 de su carrera en una derrota en casa ante los Rockies. Sin embargo, 2019 se consideró una temporada negativa para Myers, ya que se ponchó en más del 30% de sus apariciones en el plato, tuvo bajo rendimiento en situaciones importantes y perdió el favor del mánager Andy Green y la gerencia, mientras que también fue abucheado en casa por algunos fanáticos.
En la temporada 2020 acortada por COVID-19, Myers jugó en 55 de los 60 juegos y bateó .288/.353/.606 con 15 jonrones y 40 carreras impulsadas. El 18 de agosto, Myers conectó un grand slam en una victoria como visitante por 6-4 contra los Rangers de Texas, que extendió la racha de grand slam de San Diego a dos juegos. Dos días después, los Padres harían historia como el primer equipo en la historia de la MLB en pegar un grand slam en cuatro juegos consecutivos.